# چیپکرک
چیپکِرِک (به مجاری:  Csipkerek) یک شهرداری در مجارستان است که در واش واقع شده‌است. چیپکرک ۱۳٫۱۳ کیلومتر مربع مساحت و ۴۰۳ نفر جمعیت دارد.